# Thibaut Pinot
Thibaut Pinot (* 29. Mai 1990 in Mélisey) ist ein ehemaliger französischer Radrennfahrer. Zu seinen größten Erfolgen zählen Etappensiege bei allen drei Grand Tours und der Sieg bei der Lombardei-Rundfahrt im Jahr 2018.

## Karriere
Thibaut Pinot begann seine Karriere im Jahr 2008, als er für den Club AC Bisontine fuhr. Nach einem Jahr wechselte er zum Club CC Étupes, gewann eine Etappe der Tour des Pays de Savoie und sicherte sich im Trikot der französischen Nationalmannschaft den Gesamtsieg des Giro della Valle d’Aosta.

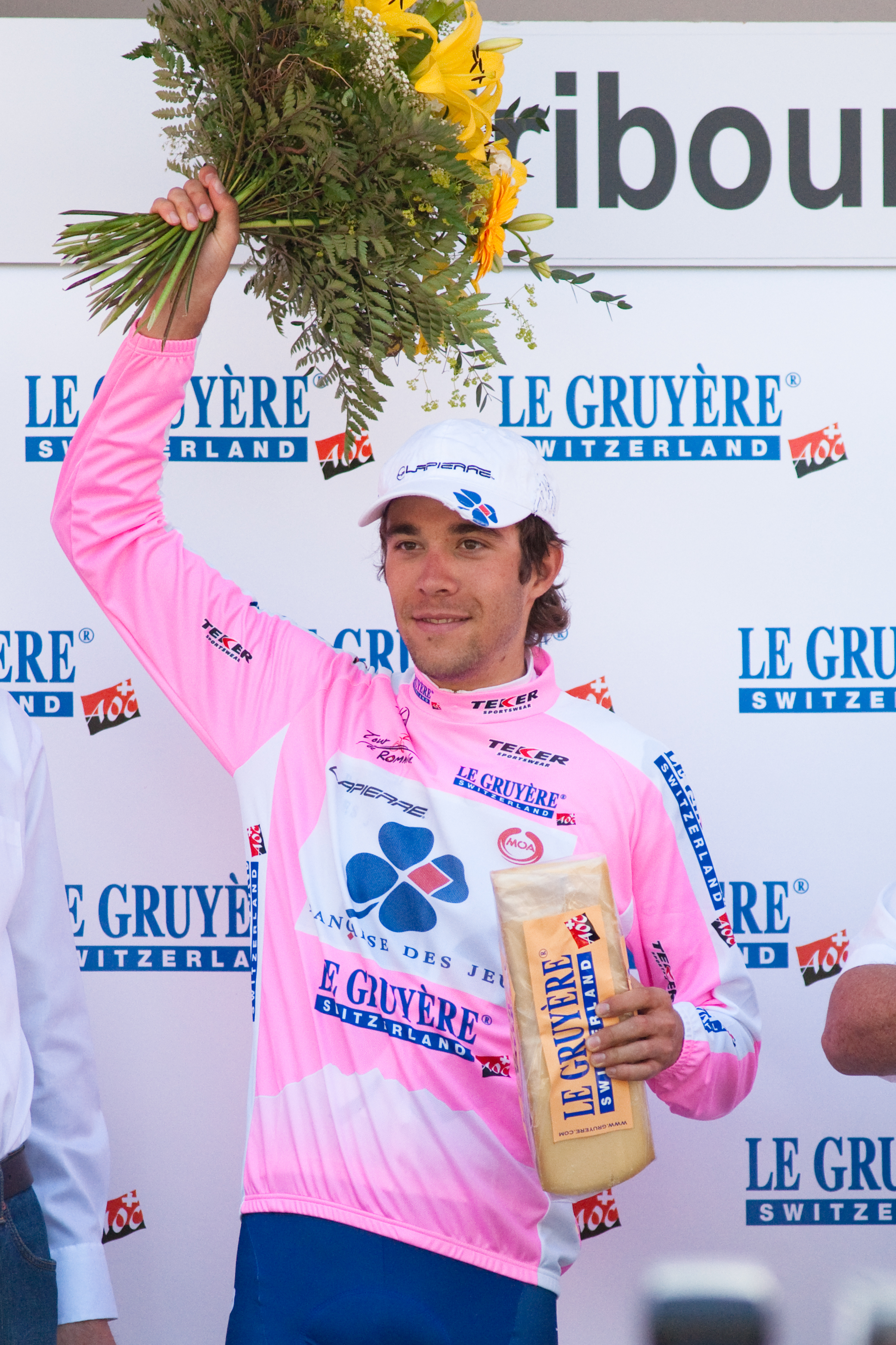
Thibaut Pinot gewinnt die Bergwertung der Tour de Romandie 2010

Bereits im Alter von 19 Jahren erhielt er im Jahr 2010 einen Vertrag bei dem französischen UCI WorldTeam Francaise des Jeux, das später unter dem Namen Groupama-FDJ fuhr. In seiner ersten Saison gewann er die Bergwertung der Tour de Romandie und wurde Gesamtfünfter der Tour de l’Ain. Im Jahr 2011 stand er zunächst auf dem Podium der Türkei-Rundfahrt und Rhône-Alpes Isère Tour, ehe er eine Etappe und die Gesamtwertung der Tour Alsace für sich entschied. Kurz drauf gewann er zwei Etappen der Tour de l’Ain. Nach Platz drei bei Tre Valli Varesine sicherte er sich nach einem weiteren Etappensieg die Gesamtwertung der Settimana Ciclistica Lombarda.
Im Jahr 2012 gab Pinot sein Grand-Tour-Debüt bei der Tour de France und gewann die hüglige 8. Etappe, nachdem er sich von der Ausreißergruppe abgesetzt hatte und die letzten 20 Kilometer als Solist zurücklegte. Wenige Tage später wurde er Zweiter der ersten Alpen-Etappe und beendete die Tour de France 2012 schlussendlich auf dem 10. Gesamtrang. Im Anschluss feierte er einen weiteren Etappensieg bei der Tour de l’Ain. Im Jahr 2013 wurde Pinot Vierter der Tour de Suisse. Bei der Tour de France 2013 sprach er offen über seine Angst in den Abfahrten, nachdem er auf der ersten Pyrenäen-Etappe viel Zeit verloren hatte. Der starke Kletterer war nach eigenen Aussagen ein schwacher Abfahrer, was seine Ergebnisse im Gebirge beeinträchtigte: Er habe eine Phobie gegen Geschwindigkeit wie andere gegen Schlangen und Spinnen. Nachdem Pinot die Tour de France 2013 nach der 15. Etappe verlassen hatte, bekämpfte er seine Phobie durch gezieltes Training und verbesserte seine Fähigkeiten als Abfahrer. Unter anderem bestieg er in Le Mans einen Rennwagen und nahm in den Alpen an einer Schneerallye teil. Bereits bei der Vuelta a España 2013 konnte er als Gesamtsiebter erneut seine Rundfahrt-Qualitäten aufzeigen.

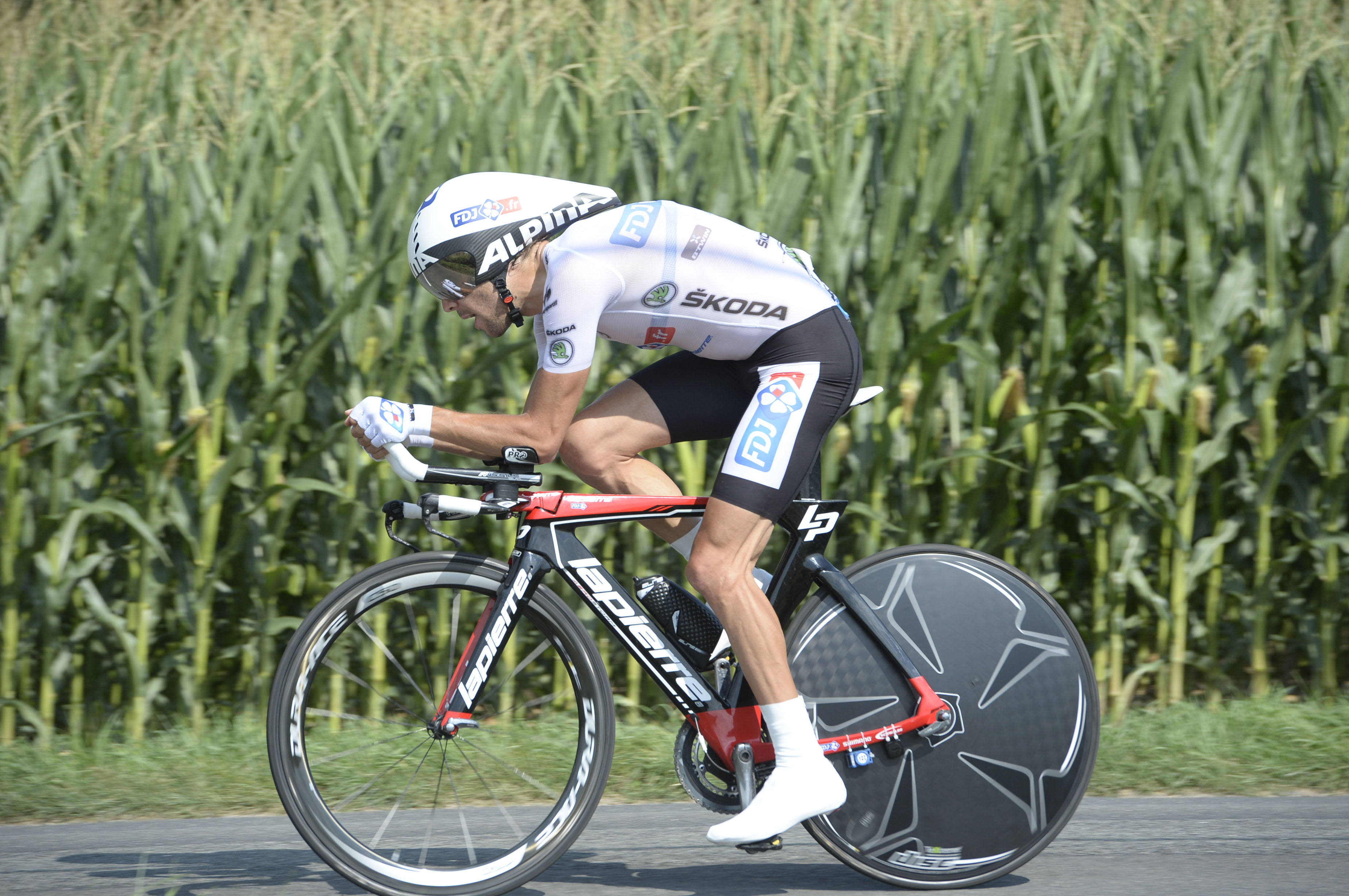
Thibaut Pinot gewinnt als Gesamtdritter die Nachwuchswertung der Tour de France 2014

Im Jahr 2014 wurde Pinot Neunter der Baskenland-Rundfahrt und Zehnter der Tour de Romandie. Bei der Bayern-Rundfahrt gewann er als Fünfter der Gesamtwertung die Nachwuchswertung und ging ein Monat später bei der Tour de France 2014 an den Start. Auf der 10. Etappe schob er sich mit Platz zwei auf der Planche des Belles Filles in die Top 10 der Gesamtwertung und übernahm auf der 16. Etappe die Führung in der Nachwuchswertung. Nach guten Leistungen in den Pyrenäen und im Abschlusszeitfahren stand er in Paris hinter Vincenzo Nibali und seinem Landsmann Jean-Christophe Péraud als Dritter auf dem Podium und gewann zugleich die Wertung des besten Nachwuchsfahrers. Nach der Tour de France ging Thibaut Pinot auch bei der Vuelta a España 2014 an den Start, musste diese jedoch auf der 11. Etappe aufgeben.

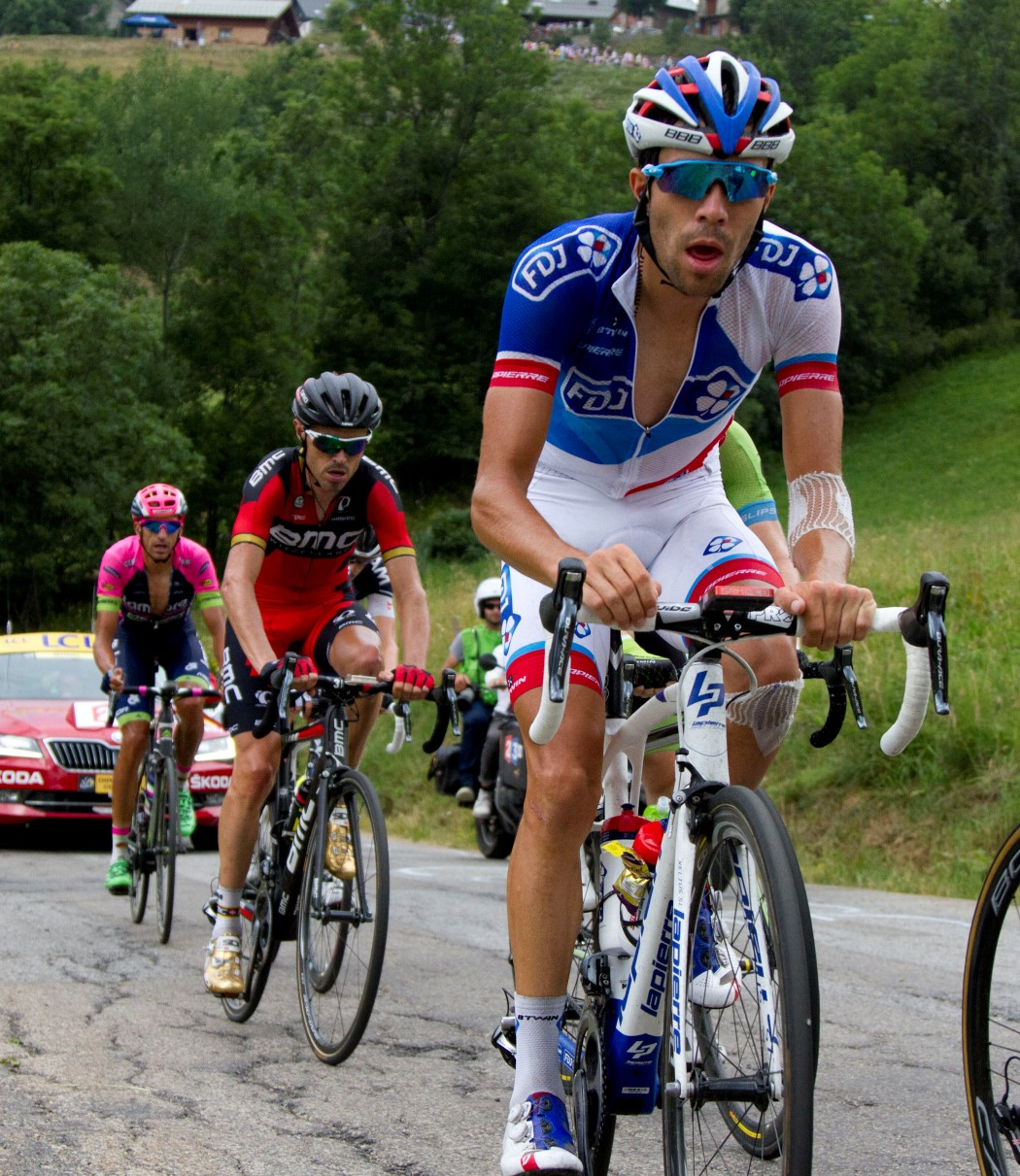
Thibaut Pinot bei der Tour de France 2015

Zu Beginn der Saison des Jahres 2015 gewann Pinot die Nachwuchswertung des Critérium International. Bei der Tour de Romandie setzte er sich als Gesamtvierter in der Nachwuchswertung durch und entschied zudem die 5. Etappe für sich, die mit einer Bergankunft beim Lac Champex zu Ende ging. Auch bei der Tour de Suisse belegte er den vierten Rang in der Gesamtwertung und gewann die Bergankunft am Rettenbachferner, wo sich das Ziel auf einer Höhe von mehr als 2600 Metern befand. Bei der Tour de France 2015 konnte Thibaut Pinot jedoch nicht an seine Leistungen des Vorjahres anschließen und verlor bereits auf der ersten Pyrenäen-Etappe viel Zeit im Gesamtklassement. Am vorletzten Renntag ging er auf der 20. Etappe in die Ausreißergruppe und gewann die legendäre Bergankunft von Alpe d’Huez. In der Gesamtwertung belegte er schlussendlich den 16. Rang. Am Ende der Saison triumphierte er bei der Tour du Gévaudan Languedoc-Roussillon, wo er sich die Gesamtwertung, Punktewertung und einen Etappensieg sicherte. Nach Platz vier bei Mailand–Turin wurde er Dritter der Lombardei-Rundfahrt und stand somit erstmals auf dem Podium eines Monuments des Radsports.
Im Jahr 2016 gewann Pinot die Gesamtwertung des Critérium International, nachdem er zwei der drei Etappen für sich entschieden hatte können. Bei der Tour de Romandie gewann er das Einzelzeitfahren und musste sich im Gesamtklassement nur um wenige Sekunden dem Kolumbianer Nairo Quintana geschlagen geben. Nachdem er eine Etappe des Critérium du Dauphiné gewonnen hatte, holte er bei den französischen Zeitfahrmeisterschaften seinen ersten nationalen Titel. Als letztes Rennen der Saison bestritt er die Tour de France, die er im Vorfeld der 13. Etappe aufgrund einer Bronchitis verließ.
In der Saison 2017 veränderte Pinot sein Rennprogramm und bereitete sich nach zwei enttäuschenden Jahren bei der Tour de France auf den Giro d’Italia vor. Im Frühjahr gewann er eine Etappe der Andalusien-Rundfahrt und wurde Neunter bei der Strade Bianche. Nach dem dritten Gesamtrang bei Tirreno–Adriatico gewann er eine Etappe der Tour of the Alps und musste sich im Gesamtklassement nur um sieben Sekunden dem Briten Geraint Thomas geschlagen geben. Beim Giro d’Italia 2017 präsentierte sich Thibaut Pinot als einer der stärksten Fahrer und gewann die anspruchsvolle 20. Etappe. Einen Tag später wurde er im abschließenden Zeitfahren von dem späteren Gesamtsieger Tom Dumoulin vom Podium gestoßen und beendete die Rundfahrt als Gesamtvierter mit einem Rückstand von einer Minute und 17 Sekunden. Nach einer längeren Rennpause ging er auch bei der Tour de France an den Start, verließ diese jedoch auf der 17. Etappe. Am Ende der Saison gewann Pinot die Tour de l’Ain und bestritt mehrere italienische Herbstklassikern, wobei er Fünfter der Lombardei-Rundfahrt wurde.

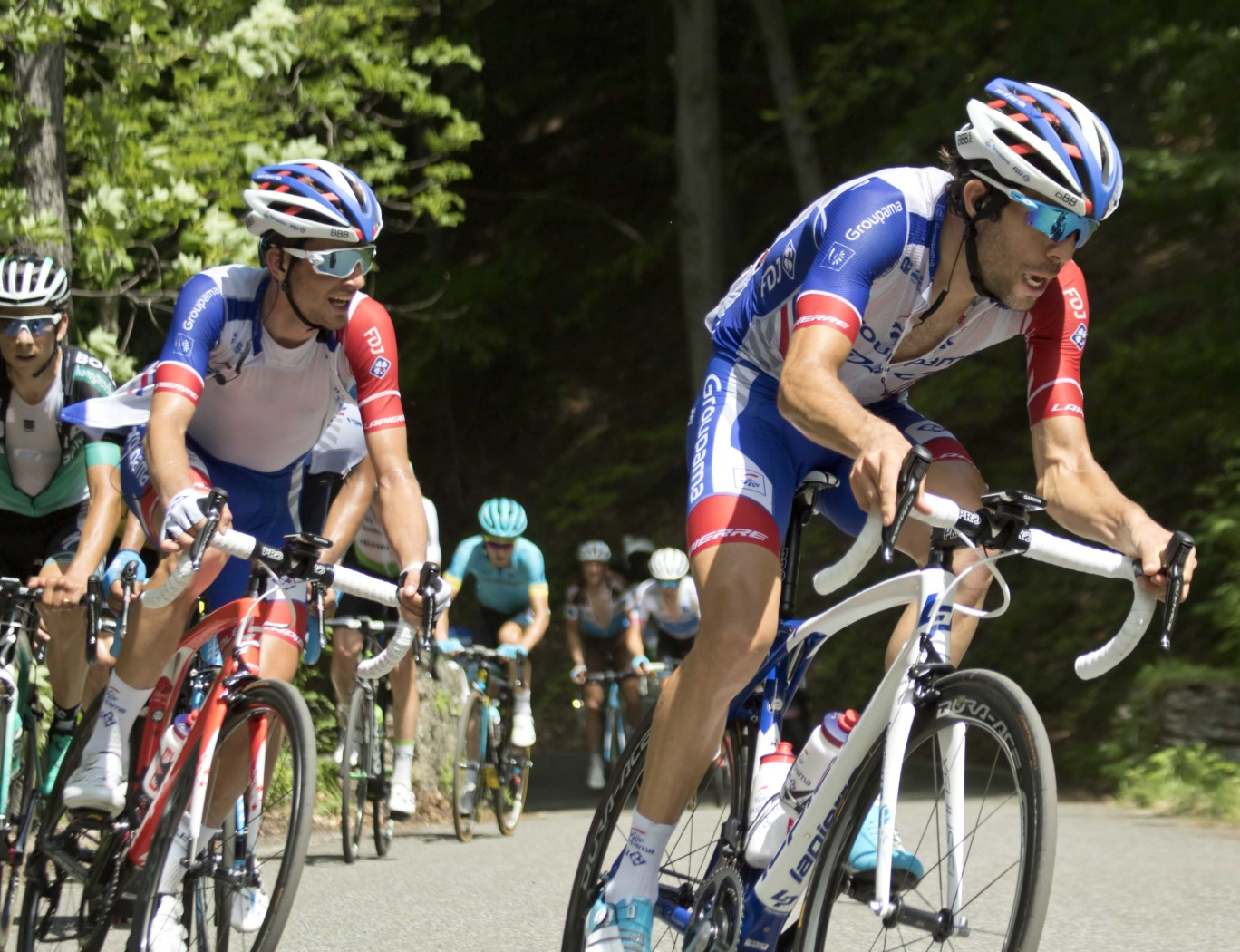
Thibaut Pinot beim Giro d’Italia 2018

Im Jahr 2018 verzichtete Thibaut Pinot auf ein Antreten bei der Tour de France und ging nach dem Gesamtsieg bei der Tour of the Alps beim Giro d’Italia 2018 an den Start. Wie bereits im Vorjahr präsentierte er sich erneut als einer der stärksten Fahrer und lag nach der 19. Etappe auf dem dritten Gesamtrang, ehe er tags drauf aufgrund einer Lungenentzündung viel Zeit verlor und die abschließende 21. Etappe nicht mehr in Angriff nahm. Nach einer längeren Rennpause und Platz drei bei der Polen-Rundfahrt ging er bei der Vuelta a España an den Start, wo er die Bergankünfte der 15. und 19. Etappe gewann und sechster des Gesamtklassements wurde. Bei den Straßenradsport-Weltmeisterschaften auf dem anspruchsvollen Rundkurs in Innsbruck wurde Thibaut Pinot Neunter, ehe er mit mehreren Topergebnissen bei den italienischen Herbstklassikern aufzeigte. Nach Platz fünf beim Giro dell’Emilia und Platz zwei bei Tre Valli Varesine gewann er Mailand–Turin, ehe er mit der Lombardei-Rundfahrt ein Monumet des Radsports für sich entschied.

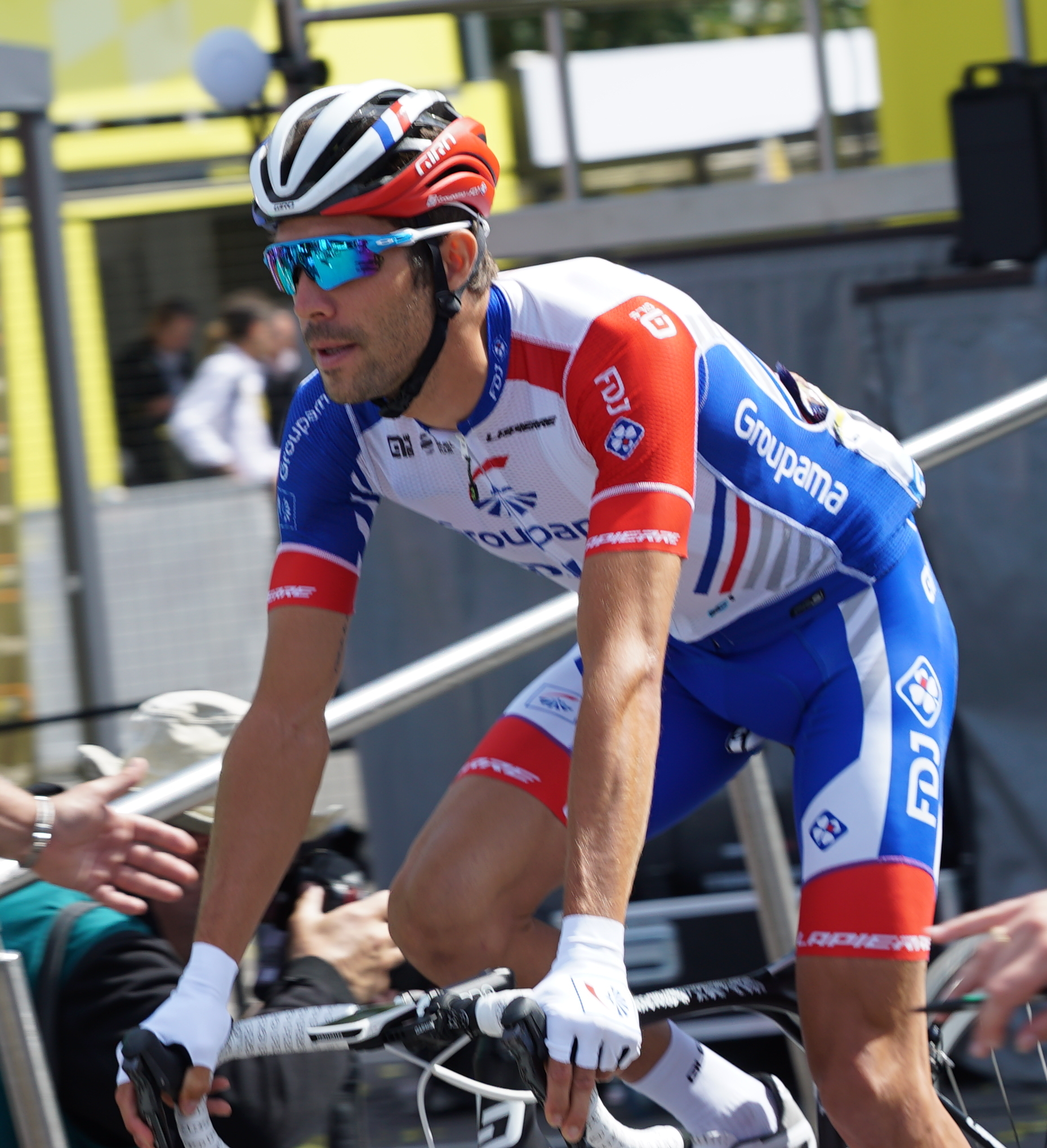
Thibaut Pinot bei der Tour de France 2019

Im Frühjahr der Saison 2019 gewann Pinot nach einem Etappensieg auf dem Mont Faron die Gesamtwertung und Punktewertung der Tour du Haut Var. Nach Platz fünf bei Tirreno–Adriatico siegte er auch auf dem Grand Colombier und gewann so die Gesamtwertung, Punktewertung und Bergwertung der Tour de l’Ain, ehe er im Vorfeld der Tour de France 2019 Fünfter beim Critérium du Dauphiné wurde. Bei der Tour de France setzte er sich im hügligen Finale der 8. Etappe gemeinsam mit Julian Alaphilippe vom Hauptfeld ab und schob sich somit auf den dritten Gesamtrang. Zwei Tage später verlor er jedoch wertvolle Zeit im Seitenwind der 10. Etappe, ehe er auf der 14. Etappe die Bergankunft auf dem Col du Tourmalet gewann. Tags drauf distanzierte er die anderen Gesamtklassement-Fahrer im Schlussanstieg und lag somit nach den Pyrenäen mit rund zwei Minuten Rückstand auf dem vierten Gesamtrang. Auf der 19. Etappe musste Pinot die Tour de France in aussichtsreicher Position verletzungsbedingt aufgeben, wobei er unter Tränen vom Rad stieg.
In den nachfolgenden Jahren konnte Thibaut Pinot nicht an seine früheren Erfolge anschließen. Im Jahr 2020 wurde er nach Platz fünf bei Paris–Nizza Zweiter des Critérium du Dauphiné, erzielte jedoch als 29. kein Top-Ergebnis bei der Tour de France. Nach zwei sieglosen Jahren gewann Pinot eine Etappe der Tour of the Alps 2022 und feierte wenig später wieder einen Etappensieg in der UCI WorldTour, als er bei der Tour de Suisse die Bergankunft in Malbun gewann. Die Tour de France 2022 betritt er als Helfer seines jüngeren Teamkollegen David Gaudu und belegte selbst den 14. Rang.

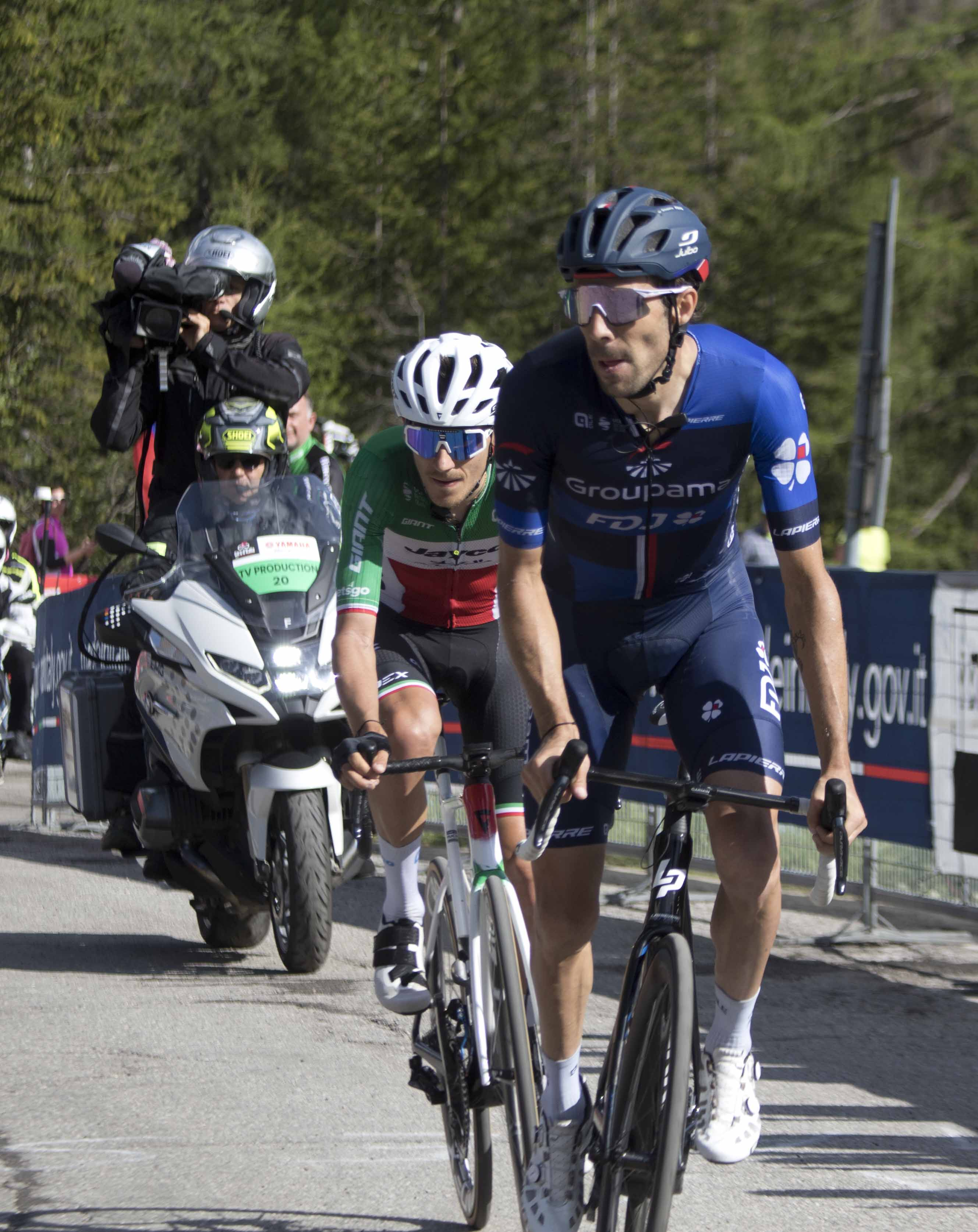
Thibaut Pinot (vorne) und Filippo Zana (hinten) beim Giro d’Italia 2023

Bereits im Jänner des Jahres 2023 kündigte Thibaut Pinot sein Karriereende nach dem Ablauf der Saison an. Beim Giro d’Italia 2023 gewann er die Bergwertung und wurde zweimal Etappenzweiter, wobei er sich auf der 18. Etappe im Sprint dem Italiener Filippo Zana geschlagen geben musste. Aufgrund seiner guten letzten Woche fuhr er als Gesamtfünfter jedoch ein letztes Mal in die Top 10 einer Grand Tour. Seine letzte Tour de France beendete er als Elfter der Gesamtwertung, wobei er auf der 20. Etappe unweit seiner Heimat ein letztes Mal in die Fluchtgruppe ging, die Etappe jedoch nicht gewinnen konnte. Sein letztes Radrennen bestritt er bei der Lombardei-Rundfahrt.

## Erfolge
2009
- eine Etappe Tour des Pays de Savoie
- Gesamtwertung, Nachwuchswertung und Punktewertung Giro della Valle d’Aosta

2010
- Bergwertung Tour de Romandie

2011
- Nachwuchswertung Bayern-Rundfahrt
- Gesamtwertung, Nachwuchswertung und eine Etappe Tour Alsace
- zwei Etappen Tour de l’Ain
- Gesamtwertung und eine Etappe Settimana Ciclistica Lombarda

2012
- eine Etappe Tour de France
- eine Etappe Tour de l’Ain

2014
- Nachwuchswertung Bayern-Rundfahrt
- Nachwuchswertung Tour de France
- Nachwuchswertung Tour du Gévaudan Languedoc-Roussillon

2015
- Nachwuchswertung Critérium International
- eine Etappe und Nachwuchswertung Tour de Romandie
- eine Etappe Tour de Suisse
- eine Etappe Tour de France
- Gesamtwertung, Punktewertung und eine Etappe Tour du Gévaudan Languedoc-Roussillon

2016
- Gesamtwertung, zwei Etappen und Punktewertung Critérium International
- eine Etappe Tour de Romandie
- eine Etappe Critérium du Dauphiné
- Französischer Meister – Einzelzeitfahren

2017
- eine Etappe Ruta del Sol
- eine Etappe Tour of the Alps
- eine Etappe Giro d’Italia
- Gesamtwertung und Bergwertung Tour de l’Ain

2018
- Gesamtwertung Tour of the Alps
- zwei Etappen Vuelta a España
- Mailand–Turin
- Lombardei-Rundfahrt

2019
- Gesamtwertung, eine Etappe und Punktewertung Tour du Haut-Var
- Gesamtwertung, eine Etappe, Punktewertung und Bergwertung Tour de l’Ain
- eine Etappe Tour de France

2022
- eine Etappe Tour de Suisse

- eine Etappe und Sprintwertung Tour of the Alps

2023
- Bergwertung Giro d’Italia

## Wichtige Platzierungen
| Grand Tour            | 2011 | 2012 | 2013 | 2014 | 2015 | 2016 | 2017 | 2018 | 2019 | 2020 | 2021 | 2022 | 2023 |
| --------------------- | ---- | ---- | ---- | ---- | ---- | ---- | ---- | ---- | ---- | ---- | ---- | ---- | ---- |
| Giro d’ItaliaGiro     | –    | –    | –    | –    | –    | –    | 4    | DNF  | –    | –    | –    | –    | 5    |
| Tour de FranceTour    | 10   | 10   | DNF  | 3    | 16   | DNF  | DNF  | –    | DNF  | 29   | –    | 14   | 11   |
| Vuelta a EspañaVuelta | –    | –    | 7    | DNF  | –    | –    | –    | 6    | –    | DNF  | –    | 17   | –    |

| Weltmeisterschaft        | 2011 | 2012 | 2013 | 2014 | 2015 | 2016 | 2017 | 2018 | 2019 | 2020 | 2021 | 2022 | 2023 |
| ------------------------ | ---- | ---- | ---- | ---- | ---- | ---- | ---- | ---- | ---- | ---- | ---- | ---- | ---- |
| StraßenrennenStraße      | –    | –    | 50   | –    | –    | –    | –    | 9    | –    | –    | –    | –    | –    |
| EinzelzeitfahrenEZF      | –    | –    | –    | –    | –    | –    | –    | –    | –    | –    | –    | –    | –    |
| MannschaftszeitfahrenMZF | –    | –    | –    | –    | –    | –    | –    | –    | –    | –    | –    | –    | –    |

| Monument                 | 2011 | 2012 | 2013 | 2014 | 2015 | 2016 | 2017 | 2018 | 2019 | 2020 | 2021 | 2022 | 2023 |
| ------------------------ | ---- | ---- | ---- | ---- | ---- | ---- | ---- | ---- | ---- | ---- | ---- | ---- | ---- |
| Mailand–Sanremo          | –    | –    | –    | –    | –    | –    | –    | –    | –    | –    | –    | –    | –    |
| Flandern-Rundfahrt       | –    | –    | –    | –    | –    | –    | –    | –    | –    | –    | –    | –    | –    |
| Paris–Roubaix            | –    | –    | –    | –    | –    | –    | –    | –    | –    | –    | –    | –    | –    |
| Lüttich–Bastogne–Lüttich | –    | –    | –    | –    | –    | –    | –    | –    | –    | –    | –    | –    | –    |
| Lombardei-Rundfahrt      | 47   | DNF  | 12   | 14   | 3    | –    | 5    | 1    | –    | –    | 50   | –    | 37   |